# Marcio Cabral
Marcio Cabral é um geógrafo e fotógrafo de Brasília, reconhecido como um dos maiores especialistas em fotografias de paisagens e panoramas subaquáticos no mundo. Ele se destaca por sua técnica e criatividade, sendo o fotógrafo brasileiro mais premiado em competições internacionais, somando mais de 50 mil dólares em premiações de fotografia. Suas imagens já foram publicadas em diversas revistas e livros, além de participarem de exposições em vários países.
Em 2017, entrou numa polêmica ao ganhar o concurso Wildlife Photographer of the Year utilizando uma imagem que, posteriormente, foi concluída como manipulada pelo Museu de História Natural de Londres, sendo seu prêmio retirado posteriormente.

## Carreira
Marcio Cabral é um fotógrafo profissional especializado em paisagens desde 1999. Ele é o fotógrafo brasileiro mais premiado em competições internacionais, com mais de 150 prêmios, entre eles os mais importantes concursos de fotografia do Brasil e do mundo. Ele já recebeu mais de 50 mil dólares em premiações de concursos de fotografia ao longo de sua carreira.
Em 2007, lecionou como professor de pós-graduação em Fotografia de Natureza na Universidade da Fotografia - UPIS, em Brasília/DF.
Foi o primeiro fotógrafo a desenvolver panoramas 360º subaquáticos em cavernas de água doce (em 2010, Nascente Olho D´Água, Bonito/MS) e com cardumes de tubarões (em 2012, Jardines de la Reina, Cuba). É o atual recordista mundial em resolução subaquática, com sua panoramica de 827 megapixels certificada pelo Guinness World Records.
Em 2014, publicou um extenso artigo sobre o desenvolvimento da fotografia panorâmica subaquática para a revista Photoworld, a maior revista especializada em fotografia da China.
Já publicou suas imagens nas principais revistas especializadas em fotografia e de natureza como a Outdoor Magazine, BBC Wildlife, Sportdiver, Geo Magazine, Biographic e New Science. Suas imagens também foram publicadas no livro Night Vision, da National Geographic, nos Estados Unidos.
Participou de diversas exposições individuais no Brasil e de exposições coletivas e vários países, como na Espanha, Alemanha, Chile, Rússia, Eslovênia, Austrália, Estados Unidos, França, Itália, Holanda e Inglaterra.
Foi jurado da em 2015 e categoria 360 VR em 2017 do Epson International Pano Awards (Austrália), a maior competição mundial da fotografia panorâmica, ele recebeu tambem 2º lugar na categoria OPEN neste mesmo ano.
É membro de duas respeitáveis associações internacionais: (International Virtual Reality Photography Association) e (International Association of Panoramic Photographers):
Em janeiro de 2016, ele entrou para o Guinness Book por ter batido a maior imagem panorâmica subaquática do mundo. A foto foi produzida no dia 20 de fevereiro de 2015 na nascente do Rio Sucuri com 220 megapixels (Bonito/MS).
Este recorde foi quebrado posteriormente por ele duas vezes, em agosto de 2016 prozudiu um panorama de 495 megapixels, e em 2018 o recorde foi ampliado para 827 megapixels, ambos recordes  produzidos na Lagoa Misteriosa, em Jardim- MS. Cabral prometeu romper a barreira de 1 gigapixel assim que novos modelos de cameras acima de 50 megapixels da canon forem lançados no mercado.
Em 2016 recebeu 3º lugar no Epson Panoawards e foi vencedor absoluto do NPOTY (nature photographer of the Year) e do Memorial Felix. Foi tambem o grande vencedor do concurso Foto Cerrado, primeiro lugar de categoria  no MIFA - Moscow Inernational Photo Awards. Foi tambem vencedor de categoria no Memorial Maria Luisa, Espanha e Oasis, Itália.
Em 2017, entrou numa polêmica ao ganhar o concurso Wildlife Photographer of the Year utilizando uma imagem que, posteriormente, foi concluída como manipulada pelo Museu de História Natural de Londres, sendo seu prêmio retirado posteriormente.
Em 2018 tambem recebeu premios em mais 15 concursos sendo vencedor de categoria no Epson Panoawards e  ILPOTY - International Landscape of the year, ambos concursos na Australia.
Em 2018, ele tambem se tornou-se o primeiro brasileiro a conquistar o prêmio principal do concurso "IGPOTY – Internacional Garden Photographer of the Year
É a primeira vez que um brasileiro vence o prêmio principal do concurso. Além do reconhecimento internacional, o fotógrafo recebeu 7.500 libras, cerca de R$ 34 mil. Cabral também ficou em terceiro lugar na categoria Black and White e foi finalista na categoria Árvores. A fotografia vencedora foi batizada como “Nascer do Sol no Cerrado”. Ela mostra o brilho do reflexo da luz solar nas hastes de centenas de plantas da espécie Paepalanthus chiquitensis Herzog, conhecida popularmente como chuveirinho.
A bela cena foi fotografada em Alto Paraíso de Goiás, na Chapada dos Veadeiros. Cabral conta que o chuveirinho é uma de suas principais inspirações há mais de uma década: “Com o tempo, evoluí com as técnicas e me tornei um especialista nesta planta”, diz.
Em 2019 foi premiado em 14 concursos, como destaque foi  Runner-up na categoria mamiferos do NPOTY - Nature Photographer of the Year,  com uma imagem inedita de uma anta nadando com cardume de peixes no Rio da Prata, Jardim- MS. Recebeu tambem medalha de outro no Trieremberg Super Circuit, um dos concursos com maior numero de fotografosincritos no mundo.
Em 2020, foi vencedor absoluto e 2º lugar de categoris no concurso FIIN - Festivl Internacional de imagem de natureza, Portugal. Recebeu tambem preio ouro no Epson Panoawards e 1ºlugar de categoria no ND awards- Nova Zelandia.
Em 2021 recebeu 7 premios como destaque foi o vencedor do Colorado Environmental film Festival e 1º Lugar de categoria e no no FIIN- Festival internacional de imagem de natureza - Portugal.
Em 2022 sua imagem da Chapada dos Veadeiros será exposta por 2 anos na megaexposição  com  impressões gigantes de 2x3 metros das imagens mais impactantes de natureza do ano, no museu Gasometer, Alemanha, ficou em 2º lugar no HIPA - Dubai, a maior premiação da fotografia mundial e recebeu um premio de 18.000 dólares.
Em 2023 Cabral se tornou o primeiro brasileiro a vencer o Epson Panowards na categoria VR
Em 2024 Cabral venceu o The Nature Photocontest na Espanha, na categoria Plantas, ele tambem teve sua fotografia Pandora como foto do mes na revista Nature.

## Acusação de fraude
Em 2017, Marcio Cabral se viu envolto em uma polêmica após uma foto noturna sua de um tamanduá se movendo em direção a um enorme cupinzeiro no Parque Nacional das Emas, em Goiás, que havia sido declarada vencedora do concurso Wildlife Photographer of the Year, foi desqualificada por apresentar uma cena manipulada. De acordo com o Museu de História Natural de Londres, denúncias que questionavam a validade da foto apresentaram como evidência "fotografias de alta resolução de um tamanduá empalhado que é mantido em exposição aberta no Parque Nacional das Emas", e concluiu: "Cinco cientistas, trabalhando independentemente um do outro, todos concluíram que há elementos da postura do animal, morfologia, tufos de pelos levantados e padrões no pescoço e na cabeça que são muito similares para as imagens mostrarem dois animais diferentes." O fato foi noticiado em inúmeros jornais internacionais. O Museu explicou ao portal de notícias G1 que o 1º lugar ficou vago. "A seletiva é feita às cegas e seria injusto para quem participou da competição que a escolha fosse refeita", afirmam os organizadores do concurso. Pelas regras, Márcio fica impedido de participar de qualquer edição do Wildlife Photographer of the Year. Ele disse que não vai recorrer da decisão e alegou falta de transparência do museu na condução da investigação. Três meses após ser desclassificado do Wildlife Photographer of the Year de 2017 por usar um tamanduá empalhado na foto vencedora, o brasiliense Marcio Cabral disse ao portal de notícias G1 que não forjou a cena. O fotógrafo devolveu o dinheiro do prêmio – o equivalente a cerca de R$ 6 mil.
| “               | Foi uma denuncia anônima e o museu também não divulgou o nome dos especialistas [que compararam as imagens]. Mas a decisão é monocrática, então não tem o que fazer. (...) A equipe de cientistas envolvidos na investigação era composta por dois especialistas em mamíferos e um especialista em taxidermia no Museu, além de dois especialistas externos; um em mamíferos da América do Sul e outro em tamanduás. | ” |
| — Marcio Cabral | |   |

Em três semanas, o grupo concluiu que Marcio Cabral posicionou um tamanduá empalhado próximo a um cupinzeiro no Parque Nacional das Emas, em Goiás, para fazer a foto que lhe rendeu o primeiro lugar na competição.

## Principais prêmios
| Ano  | Prêmio                                                 | Categoria                           | Resultado | Ref.   |
| ---- | ------------------------------------------------------ | ----------------------------------- | --------- | ------ |
| 2015 | MontPhoto                                              | Mundo Subaquático                   | Venceu    | [ 54 ] |
| 2016 | Memorial Felix                                         | Vencedor absoluto                   |           |        |
| 2016 | Nature Talks - Overall Winner                          | Plantas & Fungos                    | Venceu    | [ 55 ] |
| 2016 | Nature Talks - Overall Winner                          | Outros Animais                      | Venceu    | [ 55 ] |
| 2016 | Foto Cerrado                                           | Prêmio Destaque: Categoria Fauna    | Venceu    | [ 56 ] |
| 2016 | Foto Cerrado                                           | Prêmio Destaque: Categoria Paisagem | Venceu    | [ 56 ] |
| 2016 | Foto Cerrado                                           | Grande Prêmio Foto Cerrado 2016     | Venceu    | [ 56 ] |
| 2018 | IGPOTY – Internacional Garden Photographer of the Year | Wildflower Landscapes               | Venceu    | [ 57 ] |